# روری کینیار
روری کینیار (انگلیسی: Rory Kinnear؛ زادهٔ ۱۷ فوریهٔ ۱۹۷۸) بازیگر اهل بریتانیا است. وی از سال ۲۰۰۰ میلادی تاکنون مشغول فعالیت بوده‌است.
از فیلم‌ها یا برنامه‌های تلویزیونی که وی در آن نقش داشته است، می‌توان به اسکای‌فال، ذره‌ای آرامش، داستان عامه‌پسند، بازی تقلید، مرد باش، اسپکتر، راهی طولانی تا فینچلی، تعدی بر ما، شکسته و ریچارد دوم اشاره کرد.